# Liste der Geotope in Bayreuth
Diese Liste enthält die Geotope der oberfränkischen Stadt Bayreuth in Bayern.
Die Liste enthält die amtlichen Bezeichnungen für Namen und Nummern des Bayerischen Landesamt für Umwelt (LfU) sowie deren geographische Lage. Diese Liste ist möglicherweise unvollständig. Im Geotopkataster Bayern sind etwa 3.400 Geotope (Stand März 2020) erfasst. Das LfU sieht einige Geotope nicht für die Veröffentlichung im Internet geeignet. Einige Objekte sind zum Beispiel nicht gefahrlos zugänglich oder dürfen aus anderen Gründen nur eingeschränkt betreten werden.
| Name                                             | Bild           | Geotop ID | Gemeinde / Lage   | Geologische Raumeinheit    | Beschreibung | Fläche m² / Ausdehnung m | Geologie                                                                    | Aufschlussart                  | Wert               | Schutzstatus                        | Bemerkung                       |
| ------------------------------------------------ | -------------- | --------- | ----------------- | -------------------------- | --- | ------------------------ | --------------------------------------------------------------------------- | ------------------------------ | ------------------ | ----------------------------------- | ------------------------------- |
| Bodenmühlwand NE von Wolfsbach                   | weitere Bilder | 462A001   | Bayreuth Position | Obermain-Bruchschollenland | 30 m hohes Profil an einem Prallhang des Roten Mains. Aufgeschlossen sind hier die kompletten Estherienschichten in ihrer tonig-mergeligen Normalfazies sowie Schilfsandstein in seiner massiger Ausprägung. Die Wand ist ein bedeutendes Exkursionsziel und wurde in zahlreichen wissenschaftlichen Veröffentlichungen beschrieben. Außerdem gab hier zahlreiche Fossilfunde. | 40 40 × 1                | Typ: Schichtfolge, Diskordanz, Tierische Fossilien Art: Sandstein           | Prallhang/Flussbett/Bachprofil | besonders wertvoll | Landschaftsschutzgebiet, FFH-Gebiet | Bayerns schönste Geotope Nr. 45 |
| Felsgruppe Buchstein SW von Bayreuth             | weitere Bilder | 462R001   | Bayreuth Position | Obermain-Bruchschollenland | Sandsteinfelsen mit Wabenverwitterung und Limonitkristallisation, der als Naturdenkmal geschützt neben einer Biodeponie liegt. | 30000 300 × 100          | Typ: Felsgruppe, Tafoni/Wabenverwitterung Art: Sandstein                    | Hanganriss/Felswand            | bedeutend          | Naturdenkmal, FFH-Gebiet            |                                 |
| Teufelsgraben mit Teufelsbrücke ENE von Donndorf | weitere Bilder | 462R002   | Bayreuth Position | Obermain-Bruchschollenland | Felsbrücke bei Donndorf aus Sandstein des Lias Alpha. | 4000 100 × 40            | Typ: Felsgruppe, Pflanzliche Fossilien, Ufer-/Brandungshöhle Art: Sandstein | Prallhang/Flussbett/Bachprofil | wertvoll           | kein Schutzgebiet                   |                                 |